# François Heyens
François Heyens – belgijski strzelec, olimpijczyk.
Wystartował w Letnich Igrzyskach Olimpijskich 1920, gdzie wystąpił w przynajmniej 2 konkurencjach drużynowych. Zajął 5. miejsce w pistolecie dowolnym z 50 m i 12. pozycję w karabinie dowolnym w trzech postawach z 300 m.

## Wyniki

### Igrzyska olimpijskie
| Igrzyska       | Konkurencja                                     | Wynik             | Miejsce | Źródło |
| -------------- | ----------------------------------------------- | ----------------- | ------- | ------ |
| Antwerpia 1920 | Karabin dowolny, trzy postawy, 300 m, drużynowo | 3936 pkt. (druż.) | 12      | [ 2 ]  |
| Antwerpia 1920 | Pistolet dowolny, 50 m, drużynowo               | 2229 pkt. (druż.) | 5       | [ 1 ]  |